# Plesiops thysanopterus
Plesiops thysanopterus es una especie de peces de la familia Plesiopidae en el orden Perciformes.

## Morfología
Los machos pueden llegar alcanzar 6,3 cm de longitud total.

## Distribución geográfica
Se encuentra al norte de Sumatra (Indonesia ).